# Elymus scabrifolius
Elymus scabrifolius là một loài thực vật có hoa trong họ Hòa thảo. Loài này được (Döll) J.H.Hunz. mô tả khoa học đầu tiên năm 1998.